# Taufik Hidayat
Taufik Hidayat, né le 10 août 1981 à Bandung en Indonésie, est un joueur professionnel de badminton.
Champion olympique en 2004 et champion du monde en 2005 en simple masculin, il a également remporté l'Open d'Indonésie à six reprises (1999, 2000, 2002, 2003, 2004 et 2006). Il est réputé pour son excellent revers main haute et notamment son smash revers. Il a pris sa retraite après l'Open d'Indonésie de 2013.

## Carrière professionnelle

### Participation avec l'équipe d'Indonésie
- 5 fois à la Sudirman Cup (1999, 2001, 2003, 2005, 2007).
- 5 fois à la Thomas Cup (2000, 2002, 2004, 2006, 2008).
- 3 fois aux Jeux olympiques d'été (2000, 2004, 2008).

### Palmarès: Compétitions internationales
| Rang                    | Catégorie        | Année            | Lieu                |
| ----------------------- | ---------------- | ---------------- | ------------------- |
| Jeux olympiques :       |                  |                  |                     |
| 1                       | Simple messieurs | 2004             | Athènes, Grèce      |
| Championnats du monde : |                  |                  |                     |
| 1                       | Simple messieurs | 2005             | Anaheim, États-Unis |
| 2                       | Simple messieurs | 2010             | Paris, France       |
| 3                       | Simple messieurs | 2009             | Hyderabad, Inde     |
| Jeux asiatiques :       |                  |                  |                     |
| 1                       | Simple messieurs | 2006             | Doha, Qatar         |
| 1                       | Simple messieurs | 2002             | Pusan, Corée du Sud |
| Thomas Cup :            |                  |                  |                     |
| 1                       | Par équipes      | 2000, 2002       |                     |
| 3                       | Par équipes      | 2004, 2006, 2008 |                     |
| Sudirman Cup :          |                  |                  |                     |
| 2                       | Par équipes      | 2001, 2005, 2007 |                     |
| 3                       | Par équipes      | 1999, 2003       |                     |

### Palmarès: Tournois internationaux
| Rang       | Catégorie    | Année                              | Tournois                                                     |
| ---------- | ------------ | ---------------------------------- | ------------------------------------------------------------ |
| 1          | Simple Homme | 2009                               | Open d'Inde                                                  |
| 1          | Simple Homme | 2009                               | Open des États-Unis                                          |
| 1          | Simple Homme | 2008                               | Open de Macao                                                |
| 1          | Simple Homme | 2005, 2006                         | Open de Chine                                                |
| 1          | Simple Homme | 2001, 2004, 2005                   | Open de Singapour                                            |
| 1          | Simple Homme | 2000                               | Open de Malaisie                                             |
| 1          | Simple Homme | 1999, 2000, 2002, 2003, 2004, 2006 | Open d'Indonésie                                             |
| 1          | Simple Homme | 2010                               | Open de France (Super Series)                                |
| 2          | Simple Homme | 2009                               | Open d'Indonésie (Super Series)                              |
| 2          | Simple Homme | 2008, 2009                         | Open de France (Super Series)                                |
| 2          | Simple Homme | 2006, 2007, 2009                   | Open du Japon (Super Series)                                 |
| 2          | Simple Homme | 1999, 2000                         | Open d'Angleterre                                            |
| 2          | Simple Homme | 2008                               | Open de Hong Kong (Super Series)                             |
| 3          | Simple Homme | 2004, 2009                         | Open d'Angleterre (Super Series)                             |
| 3          | Simple Homme | 2004                               | Open de Chine                                                |
| 3          | Simple Homme | 2003, 2005                         | Open du Japon                                                |
| 1/4 finale | Simple Homme | Mars 2012                          | Super Série - YONEX All England Open Badminton Championships |
| 1/2 finale | Simple Homme | Mars 2012                          | Open de Suisse                                               |
| 1/4 finale | Simple Homme | Avril 2012                         | Open d'Australie - Yonex Australian Open GP Gold             |

## Vie privée
Taufik est marié à Ami Gumelar, la fille de Agoum Gumelar, qui était l'ancien président Koni, l'ancien président de PSSI et l'ancien ministre du gouvernement indonésien. Ils se sont mariés le 4 février 2006 et ont une fille, Natarina Alika, née en août 2007.